# 대한민국 민법 제655조
대한민국 민법 제655조는 고용의 의의에 대한 민법총칙 조문이다.

## 조문
제655조(고용의 의의) 고용은 당사자 일방이 상대방에 대하여 노무를 제공할 것을 약정하고 상대방이 이에 대하여 보수를 지급할 것을 약정함으로써 그 효력이 생긴다.

第655條(雇傭의 意義) 雇傭은 當事者 一方이 相對方에 對하여 勞務를 提供할 것을 約定하고 相對方이 이에 對하여 報酬를 支給할 것을 約定함으로써 그 效力이 생긴다.

## 참고 문헌
- 오현수, 일본민법, 진원사, 2014. ISBN 978-89-6346-345-2
- 오세경, 대법전, 법전출판사, 2014 ISBN 978-89-262-1027-7
- 이준현, LOGOS 민법 조문판례집, 미래가치, 2015. ISBN 979-1-155-02086-9